# Brzózki (Przyszów)
Brzózki – do końca 2017 roku część wsi Przyszów w Polsce, w województwie podkarpackim, w powiecie stalowowolskim, w gminie Bojanów. 
Miejscowość zniesiona 1 stycznia 2018.
W latach 1975–1998 Brzózki administracyjnie należały do województwa tarnobrzeskiego.